# Будинок Поета (монета)
«Буд́инок По́ета» — ювілейна монета номіналом 5 гривень, випущена Національним банком України. Присвячена 100-річчю з моменту завершення будівництва «Будинку Поета».
Монету введено в обіг 12 вересня 2013 року. Вона належить до серії «Інші монети».

## Опис монети та характеристики
| Номінал грн. | Метал      | Маса, г | Діаметр, мм | Якість виготовлення       | Гурт     | Тираж, штук |
| ------------ | ---------- | ------- | ----------- | ------------------------- | -------- | ----------- |
| 5            | нейзильбер | 16,54   | 35,0        | спеціальний анциркулейтед | рифлений | 20 000      |

### Аверс
На аверсі монети розміщено: угорі малий Державний Герб України та напис півколом «НАЦІОНАЛЬНИЙ БАНК УКРАЇНИ», у центрі — зображення Будинку Поета та силуетів людей перед ним, що втілює «гостинний дух» оселі господаря, під яким унизу напис «БУДИНОК ПОЕТА М. ВОЛОШИНА», праворуч від якого позначення року карбування монети «2013»; унизу — логотип Монетного двору Національного банку України та номінал «П'ЯТЬ ГРИВЕНЬ».

### Реверс
На реверсі монети зображено силует художника за роботою на тлі морського пейзажу та рядки з його вірша, які розкривають суть творчості Максиміліана Волошина як поета та художника — рос. «ДВЕРЬ ОТПЕРТА.»/«ПЕРЕСТУПИ ПОРОГ.»/«МОЙ ДОМ»/«РАСКРЫТ»/«НАВСТРЕЧУ»/«ВСЕХ ДОРОГ…»; унизу напис — «ДО 100-РІЧЧЯ».

## Автори

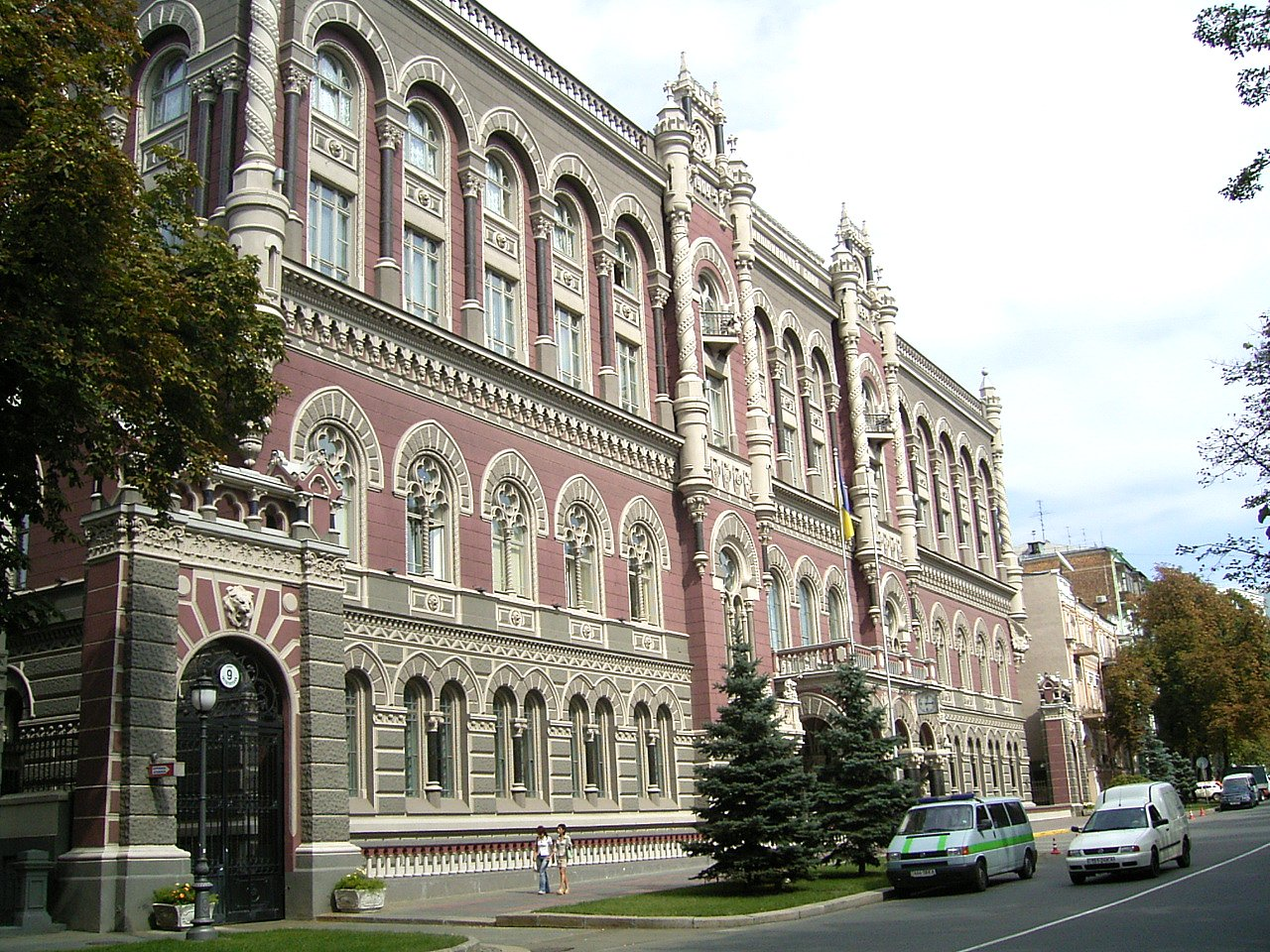
Будівля Національного банку України

- Художники: Марія Скоблікова, Олександр Кузьмін.
- Скульптори: Святослав Іваненко, Анатолій Дем'яненко.

## Вартість монети
Під час введення монети до обігу в 2013 році, Національний банк України реалізовував монету через свої філії за ціною 20 гривень.
Фактична приблизна вартість монети, з роками змінювалася так:
| Рік        | 2014 | 2015 | 2016 | 2017 | 2018 | 2019 | 2020 | 2021 | 2022 | 2023 | 2024 | 2025 |
| ---------- | ---- | ---- | ---- | ---- | ---- | ---- | ---- | ---- | ---- | ---- | ---- | ---- |
| Ціна, грн. | 40   | 50   | 65   | 190  | 185  | 180  | 180  | 180  | 190  | 250  | 400  | 470  |